# Kaik Brito
Kaik Brito (ur. 26 marca 1997 w Goiâni) – brazylijski zawodnik mieszanych sztuk walki (MMA). W latach 2022-2023 mistrz czesko-słowackiej organizacji Oktagon MMA w wadze półśredniej.  
W 2023 roku wziął udział w programie Dana White’s Contender Series, w którym przegrał walkę o kontrakt z UFC.

## Osiągnięcia

### Mieszane sztuki walki
- Arena Fire Fight
  - 2016: Mistrz AFF w wadze lekkiej[5]
- NP Fight
  - 2016–2017: Mistrz NP Fight w wadze lekkiej[6]
- Oktagon MMA
  - 2022-2023: Mistrz Oktagon MMA w wadze półśredniej[2]

## Lista zawodowych walk w MMA
| Wynik     | Bilans | Przeciwnik (bilans przed walką)  | Rozstrzygnięcie                       | Runda | Czas | Rozgrywki                                  | Data       | Miejsce              | Uwagi |
| --------- | ------ | -------------------------------- | ------------------------------------- | ----- | ---- | ------------------------------------------ | ---------- | -------------------- | --- |
| Wygrana   | 18-6   | Joilton Lutterbach (39-10. 1NC)  | KO (kolano i ciosy pięściami)         | 1     | 1:43 | Oktagon 73: Eckerlin vs. Pukač             | 28.06.2025 | Hamburg              | |
| Przegrana | 17-6   | Ion Surdu (15-6)                 | KO (wysokie kopnięcie na głowę)       | 1     | 2:34 | Oktagon 64: Brito vs. Surdu                | 07.12.2024 | Monachium            | Powrót do Oktagon MMA. Pojedynek o wakujący pas mistrzowski Oktagon MMA w wadze półśredniej. Main Event. |
| Wygrana   | 17-5   | Dalton Ribeiro (8-8)             | KO (ciosy łokciami i pięściami)       | 1     | 1:45 | United Fighting Series 2                   | 03.12.2023 | Kurytyba             | Main Event                                                                                               |
| Przegrana | 16-5   | Oban Elliott (8-2)               | Decyzja (większościowa)               | 3     | 5:00 | Dana White’s Contender Series 2023: Week 3 | 22.08.2023 | Las Vegas            | Walka o kontrakt z UFC.                                                                                  |
| Wygrana   | 16-4   | David Kozma (30-11)              | TKO (ciosy pięściami)                 | 3     | 4:12 | Oktagon 37: Kozma vs. Brito                | 03.12.2022 | Ostrawa              | Zdobył pas mistrzowski Oktagon MMA w wadze półśredniej. Main Event                                       |
| Wygrana   | 15-4   | Andrej Kalašnik (9-2)            | TKO (ciosy pięściami)                 | 1     | 1:09 | Oktagon Prime 5: Kertész vs. Veličković    | 26.03.2022 | Šamorín              | |
| Przegrana | 14-4   | Petr Kníže (12-1)                | Decyzja (niejednogłośna)              | 3     | 5:00 | Oktagon 28: Pešta vs. Pütz                 | 25.09.2021 | Praga                | |
| Wygrana   | 14-3   | Robert Bryczek (12-3)            | TKO (prawy prosty i ciosy w parterze) | 1     | 1:42 | Oktagon 23: Kníže vs. Fusi                 | 01.05.2021 | Brno                 | |
| Przegrana | 13-3   | Pawieł Gordijew (16-2)           | Decyzja (jednogłośna)                 | 3     | 5:00 | RCC: Intro 11                              | 23.02.2021 | Jekaterynburg        | |
| Wygrana   | 13-2   | Gábor Boráros (17-6-1)           | TKO (kontuzja)                        | 1     | 0:50 | Oktagon 15: Végh vs. Vémola                | 09.11.2019 | Praga                | Debiut w Oktagon MMA.                                                                                    |
| Przegrana | 12-2   | Mateusz Rębecki (9-1)            | TKO (łokcie w parterze z krucyfiksu)  | 3     | 4:30 | Battlefield FC 2                           | 27.07.2019 | Makau                | |
| Wygrana   | 12-1   | Juan Jose Ibanez (5-2-1)         | TKO (ciosy pięściami)                 | 1     | 1:28 | Katana Fight 9                             | 04.05.2019 | São José dos Pinhais | |
| Wygrana   | 11-1   | Fernando Aparecido (8-2)         | TKO (ciosy pięściami)                 | 2     | 1:04 | Katana Fight 5: Gold Edition               | 21.07.2018 | Colombo              | |
| Przegrana | 10-1   | Erivan Pereira (10-1)            | Decyzja (jednogłośna)                 | 3     | 5:00 | NP Fight 8                                 | 16.12.2017 | Goiânia              | Stracił pas mistrzowski NP Fight w wadze lekkiej. Main Event                                             |
| Wygrana   | 10-0   | Bruno Padilha (14-8)             | TKO (kontuzja ręki)                   | 1     | 1:00 | Katana Fight 3                             | 05.08.2017 | Kurytyba             | |
| Wygrana   | 9-0    | Elder Amorim (7-2)               | TKO (ciosy pięściami)                 | 2     | 0:15 | Katana Fight 2: Edição Gold                | 25.03.2017 | Colombo              | |
| Wygrana   | 8-0    | Adriano Andre (5-2)              | TKO (ciosy pięściami)                 | 2     | 0:22 | NP Fight 5 – Gold                          | 12.11.2016 | Goiânia              | Obronił pas mistrzowski NP Fight w wadze lekkiej.                                                        |
| Wygrana   | 7-0    | Jorge Lucas (1-0)                | KO (ciosy pięściami)                  | 2     | 1:45 | IFC - Inhumas Fight Championship 5         | 17.09.2016 | Brazylia             | |
| Wygrana   | 6-0    | Salvador Amaral (5-5)            | Poddanie (duszenie zza pleców)        | 2     | 4:12 | NP Fight Night 2 – Elite                   | 16.07.2016 | Goiânia              | Obronił pas mistrzowski NP Fight w wadze lekkiej. Main Event                                             |
| Wygrana   | 5-0    | Renato Geovane (3-1-1)           | Poddanie (duszenie trójkątne)         | 1     | 2:20 | NP Fight 4                                 | 11.06.2016 | Goiânia              | Zdobył pas mistrzowski NP Fight w wadze lekkiej. Main Event                                              |
| Wygrana   | 4-0    | Luiz Gustavo (4-3)               | TKO (ciosy pięściami i kopnięcia)     | 1     | 3:12 | Arena Fire Fight Championship 4            | 14.05.2016 | Anápolis             | Zdobył pas mistrzowski AFF w wadze lekkiej. Main Event                                                   |
| Wygrana   | 3-0    | Jaedjanes Gomes dos Santos (0-0) | KO (ciosy pięściami i kolano)         | 1     | 1:22 | NP Fight 3 – Brazil vs. Chile              | 12.03.2016 | Goiânia              | |
| Wygrana   | 2-0    | Wesley Alves (0-0)               | TKO (ciosy pięściami)                 | 1     | 0:21 | NP Fight 2 – Lima vs. Gustavo              | 05.12.2015 | Goiânia              | |
| Wygrana   | 1-0    | Fernando Soares de Lima (0-0)    | Poddanie (duszenie trójkątne)         | 1     | 4:09 | NP Fight 1 – Lima vs. Amaral               | 12.09.2015 | Goiânia              | |